# التسلسل الزمني للأنماط المعمارية
الجداول الزمنية تظهر الحقبات المتتالية للطرز المعمارية المختلفة في شكل بياني.

## من 6000 سنة قبل الميلاد إلى الوقت الحاضر
- 8000 سنة - الـ 1000 سنة الأخيرة موسّعة في الجدول الزمني الذي يليه.

## وصلات خارجية
- Rndrd - a website documenting unbuilt architectural designs representative of the 20th century